# Europees kampioenschap zaalvoetbal 2010
Het Europees kampioenschap zaalvoetbal 2010 was de zevende editie van het Europees kampioenschap zaalvoetbal. Het werd van 19 januari 2010 tot en met 30 januari 2010 gehouden in Hongarije.

## Kandidaat-landen
De Hongaarse kandidatuur werd gekozen door UEFA's uitvoerend comité, op 30 november 2007 in Luzerne, Zwitserland. De andere kandidaten waren België (Charleroi en Antwerpen), Bosnië en Herzegovina (Sarajevo) en Turkije (Istanbul).

## Gekwalificeerde teams
| Land         | Gekwalificeerd als | Vorige deelname1                       |
| ------------ | ------------------ | -------------------------------------- |
| Hongarije    | Gastland           | 1 (2005)                               |
| Spanje       | winnaar groep 2    | 6 (1996, 1999, 2001, 2003, 2005, 2007) |
| Italië       | winnaar groep 4    | 6 (1996, 1999, 2001, 2003, 2005, 2007) |
| Rusland      | Winnaar groep 7    | 6 (1996, 1999, 2001, 2003, 2005, 2007) |
| Oekraïne     | Winnaar groep 1    | 5 (1996, 2001, 2003, 2005, 2007)       |
| Portugal     | Winnaar groep 6    | 4 (1999, 2003, 2005, 2007)             |
| Tsjechië     | Winnaar groep 3    | 4 (2001, 2003, 2005, 2007)             |
| Servië       | nummer 2 groep 5   | 2 (1999, 2007)                         |
| Slovenië     | nummer 2 groep 7   | 1 (2003)                               |
| België       | winnaar groep 5    | 3 (1996, 1999, 2003)                   |
| Wit-Rusland  | nummer 2 groep 4   | 0 (debuut)                             |
| Azerbeidzjan | nummer 2 groep 6   | 0 (debuut)                             |

1 vet betekent kampioen in dat jaar

## Speellocaties
| Arena      | Papp László Sportaréna          | Főnix Aréna |
| ---------- | ------------------------------- | ----------- |
| Foto       | Papp László Budapest Sportaréna | Főnix Aréna |
| Stad       | Boedapest                       | Debrecen    |
| Capaciteit | 12,500                          | 8,500       |

## Eindtoernooi

#### Groep A
| Team         | Pld | W | G | V | DV | DT | DS | Pnt |
| ------------ | --- | - | - | - | -- | -- | -- | --- |
| Azerbeidzjan | 2   | 2 | 0 | 0 | 9  | 2  | +7 | 6   |
| Tsjechië     | 2   | 1 | 0 | 1 | 7  | 11 | −4 | 3   |
| Hongarije    | 2   | 0 | 0 | 2 | 6  | 9  | −3 | 0   |

|                       |           |         |                                   |                                                                                |
| 19 januari 2010 17:30 | Hongarije | 1 – 3   | Azerbeidzjan                      | Papp László Aréna, Boedapest Toeschouwers: 7,000 Scheidsrechter: Massimo Cumbo |
| 19 januari 2010 17:30 | Lódi 3'   | Verslag | Biro Jade 1' Serjão 13' Alves 17' | Papp László Aréna, Boedapest Toeschouwers: 7,000 Scheidsrechter: Massimo Cumbo |

|                       |                                                         |         |             |                                                                                 |
| 21 januari 2010 18:00 | Azerbeidzjan                                            | 6 – 1   | Tsjechië    | Papp László Aréna, Boedapest Toeschouwers: 2,200 Scheidsrechter: Alexandr Remin |
| 21 januari 2010 18:00 | Biro Jade 3', 38' Borisov 8', 29' Serjão 11' Thiago 24' | Verslag | Rešetár 27' | Papp László Aréna, Boedapest Toeschouwers: 2,200 Scheidsrechter: Alexandr Remin |

|                       |                                                            |         |                                            |                                                                                   |
| 23 januari 2010 20:30 | Tsjechië                                                   | 6 – 5   | Hongarije                                  | Papp László Aréna, Boedapest Toeschouwers: 7,066 Scheidsrechter: Stephan Kammerer |
| 23 januari 2010 20:30 | Rešetár 26' Belej 33' Dlouhý 35', 39' Frič 38' Kopecký 40' | Verslag | Dróth 6', 25' Lódi 10', 25' Gyurcsányi 40' | Papp László Aréna, Boedapest Toeschouwers: 7,066 Scheidsrechter: Stephan Kammerer |

#### Groep B
| Team     | Pld | W | G | V | DV | DT | DS | Pnt |
| -------- | --- | - | - | - | -- | -- | -- | --- |
| Italië   | 2   | 2 | 0 | 0 | 8  | 2  | +6 | 6   |
| Oekraïne | 2   | 1 | 0 | 1 | 6  | 6  | 0  | 3   |
| België   | 2   | 0 | 0 | 2 | 2  | 8  | −6 | 0   |

|                       |                                                        |         |        |                                                                        |
| 19 januari 2010 19:00 | Italië                                                 | 4 – 0   | België | Főnix Arena, Debrecen Toeschouwers: 2,200 Scheidsrechter: Karel Henych |
| 19 januari 2010 19:00 | Saad Assis 2', 23' Ippoliti 23' (pen.) Baptistella 38' | Verslag |        | Főnix Arena, Debrecen Toeschouwers: 2,200 Scheidsrechter: Karel Henych |

|                       |                 |         |                                                         |                                                   |
| 21 januari 2010 20:00 | België          | 2 – 4   | Oekraïne                                                | Főnix Arena, Debrecen Scheidsrechter: Borut Šivic |
| 21 januari 2010 20:00 | Bachar 18', 40' | Verslag | Zamyatin 11' Ovsyannikov 16' Legchanov 20' Pavlenko 35' | Főnix Arena, Debrecen Scheidsrechter: Borut Šivic |

|                       |                             |         |                                          |                                                                        |
| 23 januari 2010 18:30 | Oekraïne                    | 2 – 4   | Italië                                   | Főnix Arena, Debrecen Toeschouwers: 2,500 Scheidsrechter: Pascal Fritz |
| 23 januari 2010 18:30 | Cheporniuk 23' Pavlenko 39' | Verslag | Baptistella 13', 28', 31' Saad Assis 31' | Főnix Arena, Debrecen Toeschouwers: 2,500 Scheidsrechter: Pascal Fritz |

#### Groep C
| Team     | Pld | W | G | V | DV | DT | DS | Pnt |
| -------- | --- | - | - | - | -- | -- | -- | --- |
| Servië   | 2   | 2 | 0 | 0 | 6  | 3  | +3 | 6   |
| Rusland  | 2   | 1 | 0 | 1 | 8  | 5  | +3 | 3   |
| Slovenië | 2   | 0 | 0 | 2 | 1  | 7  | −6 | 0   |

|                       |                                                              |         |           |                                                                                            |
| 20 januari 2010 20:00 | Rusland                                                      | 5 – 1   | Slovenië  | Papp László Aréna, Boedapest Toeschouwers: 2,500 Scheidsrechter: Marcelino Blázquez Sierra |
| 20 januari 2010 20:00 | Chistopolov 4', 19' Pula 19' Khamadiyev 24' Shayakhmetov 40' | Verslag | Čujec 37' | Papp László Aréna, Boedapest Toeschouwers: 2,500 Scheidsrechter: Marcelino Blázquez Sierra |

|                       |          |         |                      |                                                                                   |
| 22 januari 2010 18:00 | Slovenië | 0 – 2   | Servië               | Papp László Aréna, Boedapest Toeschouwers: 2,500 Scheidsrechter: Petros Panayides |
| 22 januari 2010 18:00 |          | Verslag | Rakić 21' Janjić 29' | Papp László Aréna, Boedapest Toeschouwers: 2,500 Scheidsrechter: Petros Panayides |

|                       |                                             |         |                                              |                                                           |
| 24 januari 2010 20:30 | Servië                                      | 4 – 3   | Rusland                                      | Papp László Aréna, Boedapest Scheidsrechter: Pascal Lemal |
| 24 januari 2010 20:30 | Pavićević 30' Perić 31' Lazić 32' Kocić 36' | Verslag | Chistopolov 17' Maevski 22' Perić 38' (e.d.) | Papp László Aréna, Boedapest Scheidsrechter: Pascal Lemal |

#### Groep D
| Team        | Pld | W | G | V | DV | DT | DS  | Pnt |
| ----------- | --- | - | - | - | -- | -- | --- | --- |
| Spanje      | 2   | 2 | 0 | 0 | 15 | 2  | +13 | 6   |
| Portugal    | 2   | 0 | 1 | 1 | 6  | 11 | −5  | 1   |
| Wit-Rusland | 2   | 0 | 1 | 1 | 6  | 14 | −8  | 1   |

|                       |                                                                                        |                    |             |                                                                    |
| 20 januari 2010 18:00 | Spanje                                                                                 | 9 – 1              | Wit-Rusland | Főnix Arena, Debrecen Toeschouwers: 500 Scheidsrechter: Edi Šunjić |
| 20 januari 2010 18:00 | Juanra 3', 35' Kike 9' Jordi Torras 28' Javi Rodríguez 30', 31', 40' Ortiz 32' Lin 37' | Verslag[dode link] | Levus 8'    | Főnix Arena, Debrecen Toeschouwers: 500 Scheidsrechter: Edi Šunjić |

|                       |                                            |         |                                                   |                                                      |
| 22 januari 2010 20:00 | Wit-Rusland                                | 5 – 5   | Portugal                                          | Főnix Arena, Debrecen Scheidsrechter: Jacek Ligienza |
| 22 januari 2010 20:00 | Chernik 17' Popov 26', 30', 40' Gayduk 32' | Verslag | Cardinal 7', 37' Joel 14', 32' (pen.) Arnaldo 39' | Főnix Arena, Debrecen Scheidsrechter: Jacek Ligienza |

|                       |            |         |                                                                 |                                                     |
| 24 januari 2010 18:30 | Portugal   | 1 – 6   | Spanje                                                          | Főnix Arena, Debrecen Scheidsrechter: Tommi Grönman |
| 24 januari 2010 18:30 | Arnaldo 6' | Verslag | Jordi Torras 15', 16' Juanra 24' Kike 30' Fernandão 32' Lin 39' | Főnix Arena, Debrecen Scheidsrechter: Tommi Grönman |

### Knock-outfase

#### Kwartfinale
|                       |                                        |         |                               |                                                   |
| 25 januari 2010 18:00 | Tsjechië                               | 3 – 3   | Italië                        | Főnix Arena, Debrecen Scheidsrechter: Oleg Ivanov |
| 25 januari 2010 18:00 | Kopecký 8' Sláma 24' Duarte 28' (e.d.) | Verslag | Duarte 6' Saad Assis 18', 33' | Főnix Arena, Debrecen Scheidsrechter: Oleg Ivanov |

|                             |       | strafschoppen                 |  |
| Kopecký Dlouhý Rešetár Frič | 3 – 1 | Saad Assis Bácaro Nora Duarte |  |

|                       |                                        |         |                                          |                                                            |
| 25 januari 2010 20:00 | Azerbeidzjan                           | 3 – 3   | Oekraïne                                 | Papp László Aréna, Boedapest Scheidsrechter: Ivan Shabanov |
| 25 januari 2010 20:00 | Farzaliyev 3' Thiago 18' Biro Jade 25' | Verslag | Romanov 1' Cheporniuk 11' Kondratyuk 34' | Papp László Aréna, Boedapest Scheidsrechter: Ivan Shabanov |

|                                    |       | strafschoppen                        |  |
| Serjão Thiago Biro Jade Farzaliyev | 4 – 2 | Zamyatin Romanov Pavlenko Cheporniuk |  |

|                       |         |       |        |                                                                        |
| 26 januari 2010 17:30 | Rusland | 0 – 0 | Spanje | Főnix Arena, Debrecen Toeschouwers: 1,500 Scheidsrechter: Pascal Fritz |
| 26 januari 2010 17:30 | Verslag |       |        | Főnix Arena, Debrecen Toeschouwers: 1,500 Scheidsrechter: Pascal Fritz |

|                                                                       |       | strafschoppen                                                         |  |
| Pula Maevskiy Cirilo Abyshev Shayakhmetov Sergeev Fukin Timoshchenkov | 6 – 7 | Daniel Kike Álvaro Jordi Torras Javi Rodríguez Juanra Borja Fernandão |  |

|                       |             |                    |                                                   |                                                           |
| 26 januari 2010 19:30 | Servië      | 1 – 5              | Portugal                                          | Papp László Aréna, Boedapest Scheidsrechter: Gábor Kovács |
| 26 januari 2010 19:30 | Bojović 37' | Verslag[dode link] | Joel 13', 30' Cardinal 23' Leitão 34' Arnaldo 39' | Papp László Aréna, Boedapest Scheidsrechter: Gábor Kovács |

#### Halve finale
|                       |                                    |         |                                             |                                                   |
| 28 januari 2010 17:30 | Azerbeidzjan                       | 3 – 3   | Portugal                                    | Főnix Arena, Debrecen Scheidsrechter: Borut Šivic |
| 28 januari 2010 17:30 | Thiago 8' Felipe 18' Biro Jade 29' | Verslag | Cardinal 10' João Matos 28' Pedro Costa 29' | Főnix Arena, Debrecen Scheidsrechter: Borut Šivic |

|                                    |       | strafschoppen                            |  |
| Serjão Thiago Biro Jade Farzaliyev | 3 – 5 | Joel Cardinal Leitão Pedro Costa Gonçalo |  |

|                       |            |         |                                                                                        |                                                                         |
| 28 januari 2010 20:00 | Tsjechië   | 1 – 8   | Spanje                                                                                 | Főnix Arena, Debrecen Toeschouwers: 1,500 Scheidsrechter: Ivan Shabanov |
| 28 januari 2010 20:00 | Dlouhý 39' | Verslag | Javi Rodríguez 5' Ortiz 7', 17' Luis Amado 20' Borja 26' Fernandão 33' Daniel 37', 39' | Főnix Arena, Debrecen Toeschouwers: 1,500 Scheidsrechter: Ivan Shabanov |

#### Kleine finale
|                       |                                      |         |                                                                  |                                                   |
| 30 januari 2010 18:00 | Azerbeidzjan                         | 3 – 5   | Tsjechië                                                         | Főnix Arena, Debrecen Scheidsrechter: Oleg Ivanov |
| 30 januari 2010 18:00 | Borisov 8' Serjão 19' Farajzadeh 38' | Verslag | Belej 1' Sláma 24' Farzaliyev 26' (e.d.) Novotný 36' Kopecký 40' | Főnix Arena, Debrecen Scheidsrechter: Oleg Ivanov |

#### Finale
|                       |                      |         |                                                |                                                                         |
| 30 januari 2010 20:30 | Portugal             | 2 – 4   | Spanje                                         | Főnix Arena, Debrecen Toeschouwers: 7,000 Scheidsrechter: Massimo Cumbo |
| 30 januari 2010 20:30 | Gonçalo 38' Joel 39' | Verslag | Ortiz 9' Javi Rodríguez 13' Lin 36' Daniel 40' | Főnix Arena, Debrecen Toeschouwers: 7,000 Scheidsrechter: Massimo Cumbo |